# Limbuš
Limbuš je naselje na desnoj obali rijeke Drave, zapadno od Maribora u sjeveroistočnoj Sloveniji. Administrativno pripada Gradskoj općini Maribor.
Župna crkva je posvećena sv. Jakovu i pripada Rimokatoličkoj nadbiskupiji Maribor. Crkva ima gotički brod lađu iz 15. stoljeća, zvonik iz 16. stoljeća, kapele iz 17. stoljeća i svetište s unutarnjim namještajem iz 17. i 18. stoljeća. Oko crkve je ograđeno groblje.

## Vanjske poveznice
- Limbuš na Geopedia.si  Arhivirana inačica izvorne stranice od 20. lipnja 2012. (Wayback Machine)